# Argantonio
Argantonio (siglo VII a. C.-VI a. C.) fue un rey de Tartessos. Según Heródoto, los foceos llegaron a su reino y este les dio fondos para construir una muralla en su ciudad de Jonia.
Su gran longevidad, como mínimo de ciento veinte años, se ha interpretado como un aspecto mitológico.

## Rey de Tartessos
Heródoto, del siglo V a. C., menciona que una nave samia, capitaneada por Coleo, intentó llegar a Egipto pero fue desviada de su rumbo por el viento y llegó más allá de las Columnas de Hércules (el estrecho de Gibraltar), hasta Tartessos. Cuenta que ese emporio estaba sin explotar por lo que los samios, con todo lo que cargaron, obtuvieron grandes beneficios. Se ha situado generalmente el viaje de Coleo de Samos en el siglo VII a. C..
Heródoto también habla de que los foceos fueron los primeros griegos que hicieron grandes navegaciones y que llegaron hasta Tartessos. Cuenta que cuando llegaron a este lugar hicieron amistad con su rey, Argantonio, que había gobernado ochenta años y tenía ciento veinte. Argantonio animó a los foceos a dejar Jonia y establecerse donde quisieran en su territorio aunque no les convenció. Habiéndose informando Argantonio de la situación en el Medo les dio una cantidad abundante de dinero para que hicieran una gran muralla alrededor de su ciudad.
La muralla de la metrópolis de los foceos en Jonia fue construida entre el 590 y el 580 a. C..
Heródoto también añade que cuando los foceos fundaron Alalia en Córcega, hacia el 560 a. C., el rey Argantonio ya había muerto. Muchos foceos se trasladaron a Alalia hacia el 540 a. C. ante el avance persa. Buena parte serían desalojados por Caere y Cartago, fundando posteriormente Hyele (Elea) en la costa de la península italiana.
Estrabón, en su libro III de Geografía del siglo I a. C., recoge una cita de Anacreonte, del siglo VI a. C., donde este dijo que "no querría ni el cuerno de Amaltea ni reinar ciento cincuenta años en Tartessos". Estrabón dedujo que la frase se debía a la fama de prosperidad de Tartessos y a lo longevo de sus habitantes y, sobre todo, de sus reyes. Estrabón rememora que Heródoto dijo que el rey se llamaba Argantonio y que la frase de Anacreonte podría ser literal o metafórica, es decir, que no querría reinar mucho tiempo en Tartessos.
Hay menciones de la gran riqueza en la región. Estrabón narra que los cartagineses, en una expedición bajo el liderazgo de Amílcar Barca del siglo III a. C., encontraron a los turdetanos (sucesores de los tartesios) usando pesebres y toneles de plata.
Cicerón, en el siglo I a. C., y Valerio Máximo, en el siglo I, dicen que Argantonio vivió ciento veinte años.
Plinio el Viejo, del siglo I, mencionaba que Anacreonte atribuyó a Argantonio ciento cincuenta años de vida, pero afirmaba, de acuerdo con Heródoto, que Argantonio había reinado durante ochenta años y que se creía que había comenzado a reinar con unos cuarenta años.
Apiano, del siglo II, dijo que Argantonio vivió ciento cincuenta años y que un grupo de foceos se quedaron en la península ibérica.
Flegón de Trales, en el siglo II, conocedor de las frases de Heródoto y Anacreonte, también dice que Argantonio vivió ciento cincuenta años. Luciano de Samósata, del siglo II, también otorga siglo y medio de vida a este rey.
Censorino, del siglo III, cuando habla de Argantonio solo menciona a Heródoto e ignora a Anacreonte.

### Posterior decadencia de Tartessos
El historiador Juan Maluquer explicó que la larga duración del reinado de Argantonio podría haber propiciado la decadencia de esa civilización, con las siguientes palabras:

Es posible que el propio reinado de Argantonio, a causa de su larga duración, desencadenara el proceso de disolución del poder. Suele tratarse de un proceso lento en el que se señala el anquilosamiento de las estructuras incapaces de renovarse al mismo ritmo de las exigencias económicas, que requiere toda evolución de la sociedad. La Historia nos ofrece casos bien notables en los que la gran duración de un reinado marca el comienzo de una gran decadencia.

El historiador Adolf Schulten señala que, tras la batalla de Alalia del 535 a. C., los griegos dejaron de poder comerciar con el Mediterráneo Occidental, dejando a los cartagineses el control de las riquezas de Tartessos. Schulten cree que los cartagineses no se comportaron como socios comerciales sino como conquistadores, provocando la destrucción de Tartessos entre el 520 y el 509 a. C.. El arqueólogo Antonio García y Bellido también suscribe esta explicación.
La arqueóloga María Augenia Aubert considera que la caída de Tiro hacia el 580 a. C. favoreció el abandono de las colonias fenicias costeras. Esta decadencia fenicia habría tenido un efecto negativo en las élites tartesias que no podían dar tanta salida a sus productos y materias primas. Cuando, hacia el 550 a. C., los cartagineses controlaron el estrecho de Gibraltar impidiendo el paso a los griegos, el declive de Tartessos se habría vuelto evidente.

## Antropónimo
Según el historiador Ricardo Olmos Romera el nombre Argantonio puede haberse formado con la raíz indoeuropea arg, que significa "blanco, brillante, resplandeciente" más el sufijo participio nt. Para él, el nombre podría significar algo parecido a "el hombre de la plata".
Según el filólogo Jesús Javier de Hoz Bravo el nombre puede ser una adaptación griega añadiendo -on-yos a la raíz argant, que no coincide en absoluto con el término griego para la plata, que es árgyros.
El lingüista Jürgen Untermann opina que Argantonio es un nombre nativo de Tartessos y no indoeuropeo.
El historiador Jean-Marie Pailler defiende que argant en el celta usado en la Galia, el norte de Italia y en la península ibérica hacía referencia al oro, no a la plata.
En Garrovillas de Alconétar se encontró una lápida que menciona a un hombre llamado "Flaccus Arganton".
En el entorno del Río Galikós se encontró una copa ática con barniz negro del siglo V a. C. en cuya asa aparece el nombre "Agathonios", al cual una mano posterior añadió una r y una n para que dijera "Arganthonios".
En el Diccionario heleno-español  ἄργιρος [árgiros] plata y ἀνθών [anthón] platabanda, arriete de flores, jardín.

## Monte de Bitinia
Estrabón también habla de un monte en Bitinia llamado Arganthonion:

[...] El golfo de Astaceno es contiguo a otros, más hacia la salida del sol; en él está Prusias, que antes se llamaba Cius. Fílippos, hijo de Demetrio, padre de Perseo, derrocó a Cio y se la dio a Prusias, el hijo de Zela, quien él mismo había ido a destruir tanto esta como Myrlean [Mirlea], una ciudad vecina, no muy lejos de Prusia. Prusias y los prusianos levantaron estas ciudades de las ruinas. El rey llamó a Cius Prusias y en honor a su esposa, Myrlean pasó a denominarse Apamean. Él es quien recibió a  Aníbal tras el fracaso marcial junto a Antíoco... Por encima de Prusia está el monte llamado Arganthonion [...]

Prusias o, más antiguo, Kío o Cío, era el actual lugar de Byrsa o Bursa (Turquía). Una ciudadela llamada Byrsa (Túnez) fue el emplazamiento original de la antigua Carthago. Dido, fundadora de la metrópolis cartaginesa en el territorio de los gétulos, trazó con finas tiras de piel de buey (el rey Jarbas solo le ofreció el terreno que abarcara una piel de este animal) el perímetro en el que fue construida; casualidad o relación trae del idioma griego byrsa, βύρσα, ή cuero, piel .